# Крупп, Густав
Густав Георг Фридрих Мария Крупп фон Болен унд Гальбах (нем. Gustav Georg Friedrich Maria Krupp von Bohlen und Halbach; 7 августа 1870, Гаага — 16 января 1950, замок Блюнбах, земля Зальцбург) — немецкий промышленник и финансовый магнат, оказавший значительную материальную поддержку нацистскому движению.

## Биография
Густав фон Болен унд Гальбах родился 7 августа 1870 года в Гааге в семье дворянина-дипломата и был назван в честь отца. В 1888 году окончил гимназию Бисмарка, в 1893 году окончил юридический факультет Гейдельбергского университета. Начал дипломатическую карьеру, работая в германских миссиях в Вашингтоне, Пекине и Ватикане.
После женитьбы в октябре 1906 году на Берте Крупп (которая с 1902 года после самоубийства отца — Фридриха Альфреда Круппа — управляла семейным делом) вошёл в совет директоров концерна Круппа. После заключения брака, которому содействовал лично Вильгельм II, Густав фон Болен унд Гальбах и Берта Крупп стали носить фамилию Крупп фон Болен унд Гальбах.
В 20-х годах выступал противником нацистского движения, однако после секретной встречи с Гитлером 20 февраля 1933 года вместе с другими промышленниками изменил своё мнение и начал оказывать финансовую помощь программе перевооружения Германии.
В 1931—1933 годах — председатель президиума Имперского союза германской промышленности (нем. Reichsverband der Deutschen Industrie).
В мае 1933 года Крупп фон Болен был назначен президентом «фонда Адольф Гитлер». На предприятиях Круппа, где в огромных масштабах производились танки, артиллерия и другое военное снаряжение, широко использовался труд военнопленных и других узников концлагерей.
В 1941 году Крупп перенёс инсульт и стал недееспособным, передав фактическое ведение дел своему сыну Альфриду. В 1945 году Крупп-старший был внесён в список обвиняемых на Нюрнбергском процессе, однако обследовавшая его международная медицинская комиссия нашла, что по состоянию здоровья он не может предстать перед судом. Американский прокурор предложил заменить Густава Круппа на скамье подсудимых его сыном Альфридом, однако представители СССР и Франции отклонили это предложение. Впоследствии Альфрид Крупп был подсудимым на одном из последующих Нюрнбергских процессов в американском трибунале (1947—1948).
Густав Крупп умер в замке Блюнбах (федеральная земля Зальцбург, Австрия) 16 января 1950 года.

### Потомство
Брак с Бертой принёс обширное потомство: 8 детей, 14 внуков, правнуки…
1. Альфрид Крупп фон Болен унд Гальбах (1907—1967)
  1. Арндт фон Болен унд Гальбах (1938—1986)
2. Арнольд фон Болен унд Гальбах (1908—1909)
3. Клаус фон Болен унд Гальбах (1910—1940), обер-лейтенант люфтваффе
  1. Арнольд фон Болен унд Гальбах (род. 1939)
4. Ирмгард фон Болен унд Гальбах (1912—1998), её первый муж — штурмбаннфюрер СА Ханно барон Райтц фон Френтц (1906—1941) — погиб на территории СССР
  1. Адельхайд баронесса Райтц фон Френтц (род. 1939)
  2. Рутгер барон Райтц фон Френтц (род. 1940)
  3. Зигберт барон Райтц фон Френтц (род. 1941)
  4. Гунхильд Эйленштейн (род. 1952)
  5. Хильдбург Эйленштейн (род. 1954)
  6. Дитлинд Эйленштейн (род. 1956)
5. Бертольд фон Болен унд Гальбах (1913—1987)
  1. Экберт фон Болен унд Гальбах (род. 1956)
6. Харальд фон Болен унд Гальбах (1916—1983)
  1. Фридрих фон Болен унд Гальбах (род. 1962)
  2. Георг фон Болен унд Гальбах (род. 1963)
  3. Софи фон Болен унд Гальбах (род. 1966)
7. Вальдраут фон Болен унд Гальбах (1920—2005)
  1. Диана Мария Томас (род. 1944)
  2. Регина Томас (род. 1945)
8. Экберт фон Болен унд Гальбах (1922—1945, под Пармой), лейтенант вермахта, попал в засаду, устроенную итальянскими партизанами